# Ботельо, Анхель
Анхель Ботельо (исп. Ángel Botello; 20 июня 1913, Кангас, Испания — 11 ноября 1986, Сан-Хуан, Пуэрто-Рико) — испанский и пуэрто-риканский художник и скульптор, один из крупнейших латиноамериканских художников-постмодернистов.

## Жизнь и творчество
А.Ботельо родился в небольшом галисийском городке на северо-западе Испании в семье коммерсанта, занимавшегося рыбной торговлей и переработкой рыбы. В 1920-е годы его отец становится банкротом, и семья переезжает во Францию, в Бордо. Анхель, мечтавший стать архитектором, вместе со своим младшим братом Мануэлем поступает в Школу изящных искусств, где они в течение 4 лет изучают рисование, живопись и художественное планирование.
В 1935 году А.Ботельо возвращается в Испанию, по которой он очень скучал, и продолжает учёбу в мадридской Академии искусств Сан-Фернандо. Полотна, написанные им в этот период во Франции и в Испании, указывают на сильное влияние на художника таких течений, как импрессионизм и постимпрессионизм. С началом гражданской войны в Испании в 1936 году А.Ботельо бросает учёбу и уходит добровольцем в республиканскую армию, где он служит картографом. Вместе с ним воюет за республику и его брат Мануэль, позднее погибший в бою. После поражения республиканцев в войне в 1939 году художник возвращается к своей семье во Францию, а затем все они эмигрируют в Доминиканскую Республику. В составе группы доминиканских художников А.Ботельо участвует в Латиноамериканской художественной выставке в Риверсайдском музее.
В 1940-х годах художник много путешествует и живёт в различных странах Центральной Америки — на Кубе, затем возвращается в Доминиканскую Республику, ездит в Мексику, где знакомится и работает с крупнейшим мастером кисти Латинской Америки того времени, Диего Риверой. Но наиболее продуктивным было время, проведённое на Гаити с 1944 года. Здесь им были созданы красочные пейзажи этой страны, создавшие Ботельо известность «карибского Гогена». На Гаити же Ботельо впервые начинает заниматься деревянной скульптурой. После возвращения из Гаити в Доминиканской Республике художник женится на Кристиане Августе.
Прожив на Гаити до 1953 года, А.Ботельо переезжает на Пуэрто-Рико, где проводит последние 33 года своей жизни. Здесь он вместе с женой открывают сначала одну, а затем и вторую художественные галереи. Художник работает в своём особом, индивидуальном стиле, постоянно его развивая и совершенствуя — полотна мастера полны ярких, тропических красок и солнца. А.Ботельо не отдаёт предпочтения какому-либо из направлений изобразительного искусства — он занимается живописью, рисунком и графикой, бронзовой и деревянной скульптурой, фотографией и карикатурой. В 1959 году мастер совершает поездку в Равенну (Италия), где изучает мозаичное искусство. В 1960-е годы он увлекается графическим дизайном, и для изучения литографии и сериграфии ездит в Париж. В 1980-е годы А.Ботельо успешно занимается как живописью, так и скульптурой.
В 1986 году много куривший художник скончался от рака лёгких. Выставки его произведений устраивались в 1970-е — 1990-е годы во многих музеях и галереях США, Франции и Пуэрто-Рико, а также в выставочных залах Sotheby's в Нью-Йорке (1987) и Christie's в Лондоне (1990).